# C-Bo
Shawn Thomas, mais conhecido por seu nome artístico C-Bo (abreviação de Cowboy)(14 de janeiro de 1971) é um artista americano de hip hop. Ele nasceu e foi criado na zona sul de Sacramento, Califórnia. Ele vendeu mais de 3.5 milhões de discos independentemente desde 1993.

## Discografia

### Álbuns de estúdio
| Ano  | Título               | Posições nas paradas | Posições nas paradas |
| Ano  | Título               | U.S.                 | U.S. R&B             |
| ---- | -------------------- | -------------------- | -------------------- |
| 1993 | Gas Chamber          | -                    | 53                   |
| 1994 | The Autopsy          | -                    | 22                   |
| 1995 | Tales from the Crypt | 99                   | 4                    |
| 1997 | One Life 2 Live      | 65                   | 12                   |
| 1998 | Til My Casket Drops  | 41                   | 4                    |
| 1999 | The Final Chapter    | 81                   | 20                   |
| 2000 | Enemy of the State   | 91                   | 24                   |
| 2002 | Life as a Rider      | -                    | 41                   |
| 2002 | Desert Eagle         | -                    | -                    |
| 2003 | The Mobfather        | 199                  | 37                   |
| 2006 | Money to Burn        | -                    | 71                   |
| 2012 | Cali Connection      | -                    | -                    |

### Colaborações
- 2001: Blocc Movement (com Brotha Lynch Hung)
- 2004: Gang Affiliated (Como membro do West Coast Mafia)
- 2006: 100 Racks In My Backpack (com San Quinn)
- 2006: The Moment of Truth (com Killa Tay)
- 2008: Tradin' War Stories (com Omar "Big-O" Gooding)
- 2009: Cashville Takeover (com Cashville Records)

### Com Thug Lordz
- 2004: In Thugz We Trust
- 2006: Trilogy
- 2010: Thug Money

### Coletâneas
- 1995: The Best of C-Bo
- 2001: C-Bo's Best Appearances '91-'99
- 2002: West Coast Mafia
- 2003: West Side Ryders
- 2005: West Side Ryders II
- 2006: The Greatest Hits
- 2007: West Side Ryders III
- 2007: West Coast Classics
- 2008: West Side Ryders IV: World Wide Mob
- 2012:  The Chicken Hill Project Album produced by Hallway Productionz